# Stenoscepa montana
Stenoscepa montana är en insektsart som först beskrevs av Boris Petrovich Uvarov 1934.  Stenoscepa montana ingår i släktet Stenoscepa och familjen Pyrgomorphidae. Inga underarter finns listade i Catalogue of Life.